# اویکو یوروتراکر
اویکو یوروتراکر (انگلیسی: Iveco EuroTrakker) کامیونی است که توسط ایویکو برای استفاده در ساخت و ساز و خارج از جاده تولید می شد. اتاق این خودرو، شبیه اویکو یوروتک است که کابین و بسیاری از ویژگی های دیگر آن با آن شبیه است. با این حال، این مدل دارای شاسی قوی تر، ارتفاع از زمین بیشتر، و سیستم چهارچرخ محرک را دارد.
قابل توجه است این گروه از خودروها غالباً برای کار در مسیرهای آف رود و شرایط سخت طراحی و ساخته شده است , مناسب کار در کارگاه‌های ساختمانی و معادن بوده و یکی از کامیون‌های مطرح بازار می‌باشد. کابین تراکر بر اساس کابین استرالیس طراحی و ساخته شده است و به همین دلیل دارای قطعات مشترک فراوانی هستند.